# 少棘雙邊魚
少棘雙邊魚為輻鰭魚綱鱸形目鱸亞目雙邊魚科的其中一個種，分布於印度西太平洋區，包括印度、印尼、巴布亞紐幾內亞、日本、香港、台灣、菲律賓、泰國、萬那杜、斐濟、新喀里多尼亞、薩摩亞的淡水及半鹹水水域，體長可達10.3公分，生活在水質清澈的河口、溪流及沿岸，屬肉食性。